# Markus Schwartz

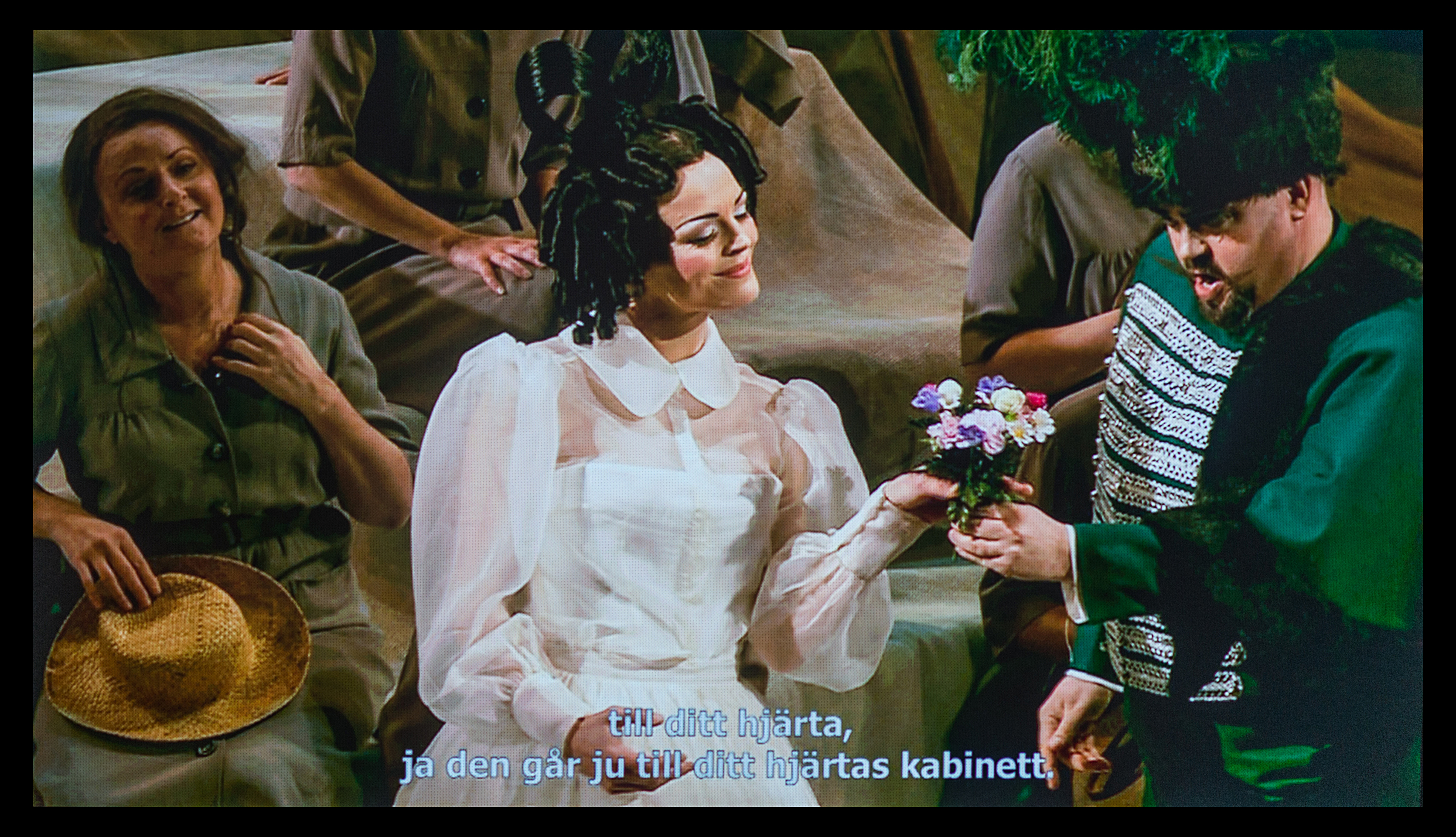
Markus Schwartz som Belcore, en sergeant, och Elin Rombo som Adina, en rik landägerska i Kärleksdrycken på GöteborgsOperan 2013.

Markus Schwartz, född 9 januari 1978, är en svensk operasångare (basbaryton) knuten till GöteborgsOperan.

## Utbildning
Markus Schwartz gick högstadiet på Björkhaga musikklasser i Botkyrka.Därefter utbildades han vid Sibelius-Akademin i Helsingfors och Operahögskolan i Stockholm.

## Roller
På GöteborgsOperan har Schwartz sjungit en rad roller, bland annat Masetto och Leporello i Don Giovanni, Don Magnifico i Askungen, Tiggarmunken Varlaam i Boris Godunov, Waltner/Kines/Galen professor i K. Beskrivning av en kamp, Greve Lamoral i Arabella, Baron Douphol i La traviata, 2:e gralsriddare i Parsifal, titelrollen i Figaros bröllop, Läkaren i Macbeth, Curius i Julius Caesar, Colline och Schaunard i Bohème, Papageno i Trollflöjten, Taddeo i Italienskan i Alger (konsertant), Capellio i I Capuleti e i Montecchi (konsertant), Ping i Turandot och Doktor Bortolo i Barberaren i Sevilla samt Belcore i Kärleksdrycken.
Markus Schwartz har även sjungit Papageno på operan i Björneborg, Rambaldo i La Rondine på Finlands nationalopera, titelrollen i Figaros bröllop i Jyväskylä, Narbanor i Zoroastre på Drottningholms slottsteater och samma roll i Amsterdam vid Holland Festival. Sommaren 2007 sjöng han Figaro med Classical Opera Company i Ascoli Picena i Italien, på Marlowe Theater i Canterbury, Sadler’s Wells Theater i London och Buxton Festival. Sommaren 2009 gjorde han Mustafà i Italienskan i Alger på Läckö slottsopera och 2010 gästade han Folkoperan i Stockholm som Mefistofeles i Faust. Sommaren 2023 gästade Schwartz Savonlinna Opera Festival och framträdde där som Papageno i Trollflöjten.
Markus Schwartz har också sjungit med orkestrar som Kungliga Filharmoniska Orkestern, Göteborgs Symfoniker och Malmös Symfoniker och givit konserter i Sverige, Finland och Frankrike.

## Priser och utmärkelser
- 2004 – GöteborgsOperans Vänners stipendium.[3]